# Savage Worlds
Savage Worlds, le jeu de rôle générique est un jeu de rôle générique conçu par Shane Hensley et publié par Pinnacle Entertainment Group/Great White Games en 2003. Il a été publié en français en 2013 par Black Book Éditions.
Son slogan est
Fast ! Furious ! Fun !
c'est-à-dire « Rapide ! Furieux ! Divertissant ! »

## Historique
En 1996, Pinnacle publie Deadlands de Shane Hensley (traduit en 1997 par Multisim). En 1997, le même auteur crée Deadlands: Great Rail Wars, un jeu avec figurines se déroulant dans le même univers mais avec des règles simplifiées. Hensley décide alors de conserver les simplifications et de développer un système générique sur cette base. La première version paraît en 2003 chez l'éditeur Great White Games.
Le jeu est traduit et publié en France en 2013, une édition corrigée et avec couverture rigide sort en 2016.
Une nouvelle édition, nommée Savage Worlds Adventure Edition (SWADE), est publiée en anglais en 2018, puis en français en 2020. Elle présente quelques simplification comme un regroupement de compétence (par exemple fusion de « lancer », « nager » et « grimper » en « athlétisme »).
Publications en français
- Shane Lacy Hensley et al., Savage Worlds : le jeu de rôle générique, Black Book, 2013, 328 p., 21 × 17 cm (ISBN 978-2-36328-108-1)
- Shane Lacy Hensley et al., Savage Worlds : le jeu de rôle générique (édition limitée), Black Book, 2016 (à paraître), 336 p., 21 × 17 cm (ISBN 978-2-36328-045-9)
- Compagnon science-fiction, Black Book, 2016 (à paraître), 21 × 17 cm
- Beasts and Barbarians, Black Book, 2017
- Lankhmar, Black Book, 2017
- Cobra Space Adventure, Livre de base, à paraitre, Game Fu

## Univers
- 50 Fathoms ;
- Beasts and Barbarians ;
- Deadlands ;
- Evernight ;
- Low Life ;
- Necessary Evil ;
- Pirates of the Spanish Main ;
- Realms of Cthulhu  ;
- Rippers ;
- The Savage Worlds of Solomon Kane ;
- Slipstream ;
- Weird Wars : Weird War II, Tour of Darkness.
- Palladium Rifts : projet annoncé en avril 2015[3],[4], la campagne de financement participatif s'est déroulée du 26 avril au 19 mai 2016[5]. L'envoi des ouvrages aux souscripteurs est prévu pour le 14 décembre 2016.

## Système
L'originalité du système de résolution est, outre les dés, d'utiliser deux jeux de cartes classiques ainsi que des jetons de poker (ou tout autre jeton).
Les capacités sont représentées par des dés polyédriques, du d4 (le moins puissant) au d12. Pour réussir une action, le personnage doit obtenir au moins 4 ; la difficulté de l'action se traduit par un bonus/malus de 2 ou 4. Les personnages importants — les personnages joueurs et les principaux protagonistes — sont des personnages dits « joker » : ils tirent en outre un d6, et peuvent choisir le meilleur résultat des deux dés. Chaque tranche de quatre points au-dessus du seuil donne une « relance » : plus le personnage a de relances, plus la réussite est éclatante. Par ailleurs, si le joueur obtient le résultat maximum du dé (4 sur un d4, 12 sur un d12), il fait un « as », un jet ouvert (il relance le dé et ajoute le résultat au premier).
Les cartes sont utilisées de deux manières :
- en combat, chaque personnage, ou groupe de personnages mineurs, tire une carte ; cela détermine l'initiative durant le tour de combat ;
- à certaines occasions, le joueur tire une carte ; la couleur (trèfle, carreau, cœur, pique) indique un effet plus ou moins bénéfique.

Les jetons constituent une réserve de chance : un joueur peut dépenser un jeton pour refaire un jet malchanceux.